# Ліберально-демократична партія Японії
Ліберально-демократична партія (яп. 自由民主党, じゆうみんしゅとう, дзію мінсю-то; скорочено: яп. 自民党, じみんとう, дзімін-то) — японська політична партія консервативного спрямування. Скорочено — ЛДП. Найбільша політична сила в країні після Другої світової війни. Заснована в листопаді 1955 року внаслідок об'єднання Ліберальної та Демократичної партій. З 1955 до 1993 року беззмінно й одноосібно керувала Японією. Сприяла повоєнному відродженню країни, заклала основи японської політичної, економічної, фінансової та освітньої системи. Має різну кількість фракцій і груп, через що інколи називається блоком партій.

## Заснування та політичний курс
Ліберально-демократична партія Японії (ЛДП) була заснована 15 листопада 1955 року шляхом об'єднання консервативних політичних сил та угруповань, розпорошених після Другої світової війни. Попередниками цієї партії в довоєнний час були Товариство друзів конституційного уряду, Партія демократичного правління та Асоціація допомоги трону. Основою новоствореної ЛДП була Ліберальна партія Йосіди Сіґеру, сформована невдовзі після поразки Японії, що виступала за тісний союз із США та відновлення японської економіки, та Японська демократична партія Хатоями Ітіро, що ратувала за зміну конституції та переформування японських Збройних сил. Об'єднання цих двох консервативних партій було обумовлено зростанням популярності в країні лівих і правих соціалістів, а також тиском японських фінансових кіл, що прагнули консервативного стабільного управління, необхідного для реставрації японського господарства.